# Симеоновский монастырь (Киев)
Монастырь св. Симеона — православный мужской монастырь в средневековом Киеве, основанный князем Святославом Ярославичем в 1070-х годах. Посвящённый Симеону Столпнику монастырь находился на Копыревом конце и служил родовым монастырём династии черниговских князей Ольговичей. Монастырский храм являлся высотной доминантой Копырева конца и эффектно смотрелся с Подола и окружающих холмов. Предположительно, рядом с монастырём был расположен и княжеский Новый двор, перенесённый сюда в конце XII века. По одной из версий, монастырь находился рядом с нынешней Национальной академией изобразительного искусства и архитектуры по Вознесенскому спуску. Около неё раскопаны два каменных строения древнерусской эпохи, датированных второй половиной XI века.
Согласно Ипатьевской летописи, в Симеоновском монастыре в 1147 году был погребён князь Игорь Ольгович после того, как он был растерзан толпой.